# کامامیشی

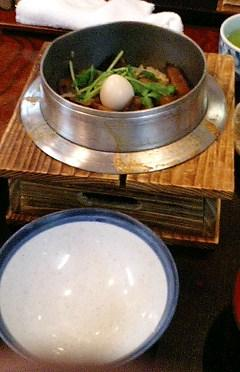
کامامیشی

کامامیشی (به ژاپنی: 釜飯 Kamameshi) نوعی غذای برنجی است که در آن به برنج سس سویا و میرین و چاشنی افزوده می‌شود و بر روی آن شیتاکه (نوعی قارچ) و گوشت مرغ و مواد غذایی دیگر قرار داده می‌شود. این غذا بر روی دیگ یک نفره پخته می‌شود. این غذا از انواع تاکی‌کومی گوهان (برنج مخلوط شده با مواد] به شمار می‌آید. از ویژگی‌های این نوع غذا اینست که برنج بر روی بشقاب کشیده نمی‌شود بلکه در همان دیگ سرو می‌شود. 